# Ernst May

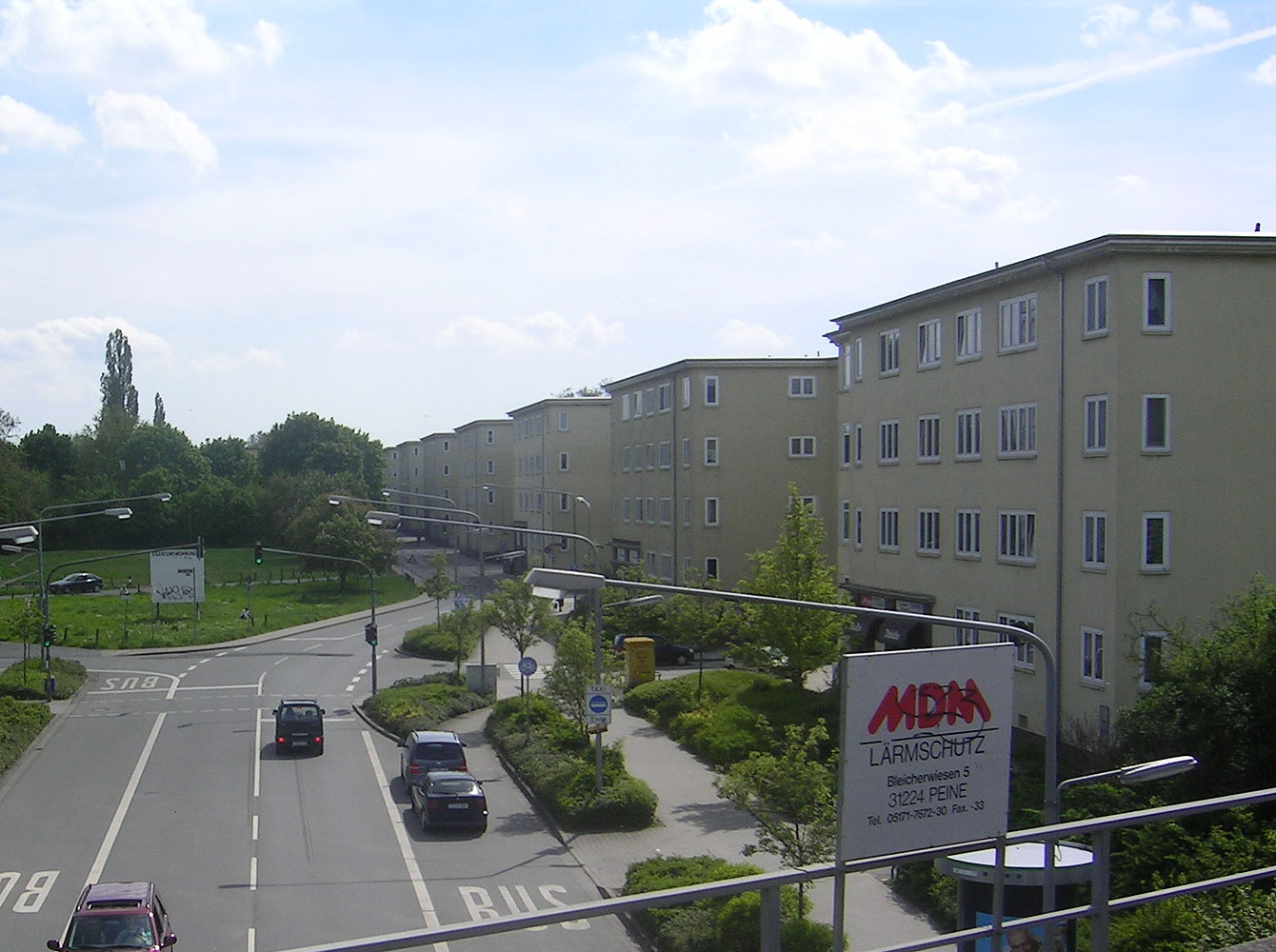
E. May: Heimatsiedlung we Frankfurcie nad Menem

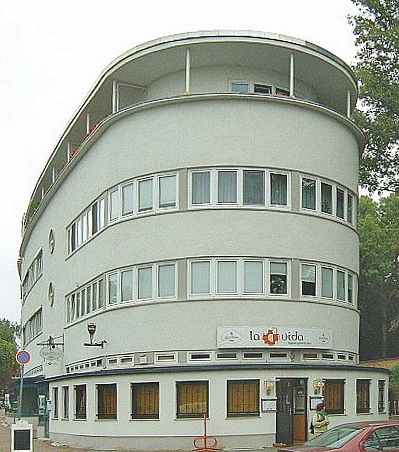
E. May: Okrągły dom we Frankfurcie nad Menem

Ernst May (ur. 27 lipca 1886 we Frankfurcie nad Menem, zm. 11 września 1970 w Hamburgu) – niemiecki architekt i urbanista modernistyczny. W latach 1925–1930 burmistrz do spraw mieszkalnictwa we Frankfurcie nad Menem, twórca wielu nowoczesnych osiedli.

## Życiorys
May urodził się w 1886 jako syn producenta wyrobów skórzanych. Wcześnie zainteresował się sztuką i za namową ojca rozpoczął w 1908 studia architektoniczne na University College w Londynie, przerwał je jednak już w tym samym roku, aby odbyć służbę wojskową w Darmstadt. Tam też pozostał i kontynuował studia na Uniwersytecie Technicznym w Darmstadt. W 1910 ponownie wyjechał do Wielkiej Brytanii, gdzie praktykował u Raymonda Unwina. Podczas pracy nad osiedlem Hampstead zapoznał się z zasadami ruchu miast-ogrodów i przetłumaczył dzieło Unwina Podstawy urbanistyki na niemiecki. W 1912 ostatecznie wrócił do Niemiec i ukończył studia na Wyższej Szkole Technicznej w Monachium u Friedricha von Thierscha i u Theodora Fischera, współzałożyciela Werkbundu.
Od 1913 May pracował jako niezależny architekt we Frankfurcie, jednak nie udało mu się podjąć trwałej praktyki zawodowej, gdyż w 1914 powołano go do wojska. Po I wojnie światowej pracował jako kierownik techniczny Śląskiego Towarzystwa Ziemskiego we Wrocławiu, zajmując się głównie wspieraniem budownictwa wiejskiego. W 1921 wziął udział w konkursie urbanistycznym na nowy Plan Ogólny Wrocławia, dzięki któremu uzyskał zlecenie na opracowanie szczegółowego planu. May zyskał sobie rozgłos dzięki zaproponowaniu awangardowej koncepcji limitacji obszaru zwartej zabudowy i rozbudowywaniu miasta systemem miast satelitarnych liczących około 20 tysięcy mieszkańców. W latach 1922–1923 zaprojektował osiedle domów bliźniaczych dla policjantów w Prudniku.
Dzięki sławie, jaką uzyskał, w 1925 powołano Maya na miejskiego radcę budowlanego we Frankfurcie nad Menem. May prowadząc miejski urząd budownictwa był odpowiedzialny za całość działalności budowlanej, od planowania przestrzennego i urbanistyki poprzez mieszkalnictwo i budowę instalacji po planowanie zieleni miejskiej i cmentarzy. Za kadencji Maya przez pięć lat powstało łącznie około 15 tysięcy nowych mieszkań, mimo że plan rozbudowy miasta nie został w pełni ukończony w związku z międzynarodowym kryzysem.
W 1930 Ernst May został wraz z innymi architektami zaproszony przez rząd ZSRR, aby tam kontynuować pracę. Do 1933 zaprojektował wiele planów zabudowy nowych miast przemysłowych na Syberii, m.in. Magnitogorska, Lenińska i Kuźniecka. Proste i bezpretensjonalne projekty wywołały kontrowersje i w 1933 May opuścił Związek Radziecki. Ponieważ w międzyczasie w Niemczech do władzy doszli naziści, którzy odrzucali modernizm i propagowali tradycjonalistyczną estetykę tzw. stylu ojczyźnianego (Heimatstil), May zdecydował się na emigrację do Kenii, gdzie kupił ziemię i uprawiał kawę, zboże i zioła. W 1937 otworzył biuro w Nairobi i ponownie zajął się architekturą, biorąc udział w konkursach architektonicznych, aż do czasu internowania przez Brytyjczyków w 1939.
Po II wojnie światowej pracował ponownie jako architekt i urbanista w Niemczech, widząc w wielkich zniszczeniach kraju szanse na jego przekształcenie podczas pracy nad odbudową. Od 1954 do 1956 kierował biurem projektowym Neue Heimat w Hamburgu. W następujących latach współprojektował wiele wielkich osiedli w Hamburgu, Bremie i Brunszwiku.
W 1995 we Frankfurcie nazwano jeden z placów imieniem Ernsta Maya, w 2016 także jedna z ulic osiedla Nowe Żerniki we Wrocławiu została nazwana ulicą Ernsta Maya.

## Wybrane dzieła
- 1920–1924 – osiedle przy ul. Skłodowskiej-Curie w Chojnowie
- 1922 – osiedle przy ul. Strączkowej we Wrocławiu
- 1922 – dom własny we Wrocławiu
- 1925 – dom własny we Frankfurcie nad Menem
- 1925–1926 – willa Elsaesserów we Frankfurcie nad Menem
- 1924–1926 – osiedle Kriegersiedlung, dziś Osiedle Robotnicze w Zielonej Górze (według projektów E. Maya z 1922 r. dla "Schlesisches Heim")
- osiedla we Frankfurcie nad Menem
  - 1926–1927 – Höhenblick
  - 1926–1927 – osiedle przy Bruchfeldstraße ("domy zygzakowe")
  - 1926–1927 – Riederwald
  - 1926–1928 – Praunheim
  - 1926–1928 – Römerstadt
  - 1926–1930 – Bornheimer Hang
  - 1927–1934 – Heimatsiedlung ("osiedle ojczyźniane")
  - 1929–1931 – Westhausen
  - 1929–1930 – szkoła w Hallgarten we Frankfurcie nad Menem
- 1945 – projekt domu dla rodziny afrykańskiej
- 1955–1958 – osiedle Neu Altona w Hamburgu
- 1957–1962 – miasto satelitarne Neue Vahr koło Bremy

## Publikacje
- Ernst May: Unser Ziel, die Stadt von morgen, sieben Beiträge aus sozialer Verpflichtung w: Stadt, nr 2/1986, str. 10-26
- Ernst May: von Frankfurt nach dem Neuen Russland w: Bauwelt, nr 48/1987, str. 1807-1809